# Pseudostella
Pseudostella là một chi bướm đêm thuộc họ Erebidae.